# Berbeşti
Berbești er en by i distriktet Vâlcea i Rumænien, ca. 78 km sydvest for Râmnicu Vâlcea, i den historiske region Oltenien. Den fik bystatus ved lov i oktober 2003. Byen har 4.231 (2021) indbyggere.
Byen administrerer fem landsbyer: Dămțeni, Dealu Aluniș, Roșioara, Târgu Gângulești og Valea Mare.

## Geografi
Berbești ligger ved det nedre løb af floden Tărâia, en biflod til floden Olt, og gennemskæres af 45. nordlige breddekreds. 
Berbești grænser op til kommunen  Mateești mod nord, Sinești mod syd, Alunu mod vest og Copăceni mod øst.

## Historie
De ældste arkæologiske fund på byens område stammer fra stenalderen og bronzealderen. Den første dokumentariske omtale af Berbești stammer fra 1423. På prins Alexandru Ioan Cuzass tid  (1859-1866) blev  blev Berbești sæde for en kommune. Siden 1970'erne ændrede landsbyens hidtidige landlige karakter sig fundamentalt, da udvindingen af brunkul (lavkvalitets-hårdkul) begyndte i en stor åben mine. I 2003 fik Berbești status som by.
Bortset fra brunkulsudvinding er den vigtigste økonomiske aktivitet landbrug (jordbrug, frugtavl, vindyrkning og biavl).